# Тельядо, Корин
Кори́н Телья́до (настоящее имя Мария дель Сокорро Тельядо Лопес; исп. Corín Tellado, María del Socorro Tellado López, 25 апреля 1927, Вьявелес, Астурия — 11 апреля 2009, Хихон) — испанская писательница, самый плодовитый писатель и наиболее читаемый испанский автор после Сервантеса.

## Биография
Из многодетной семьи, у неё было пятеро братьев; отец — корабельный механик, мать — домашняя хозяйка. Мария с детства зачитывалась Дюма и Бальзаком. В 1945 году отец умер, у семьи начались экономические трудности. В 1946 году издательство «Bruguera» купило у неё первый роман «Смелое пари» (выдержавший с тех пор 36 изданий) и заключило контракт, по которому писательница обязалась предоставлять издательству каждую неделю один короткий роман объёмом около ста страниц. В 1964 году Тельядо расторгла контракт с издательством. С конца 1966 года её произведения стали выходить ещё и в жанре фоторомана.
Она опубликовала около четырёх тысяч романов, которые были проданы общим количеством 400 миллионов экземпляров. Переведена на многие языки мира, ряд её книг экранизированы, стали основой телевизионных фильмов. В 1994 году её имя было включено в Книгу рекордов Гиннесса.
Умерла 11 апреля 2009 года в городе Хихон, в Княжестве Астурия, на севере Испании.

## Творчество
Её основной жанр — любовно-романтические истории. Кроме того, она опубликовала несколько десятков эротических романов под псевдонимами (Ада Миллер и др.).

## Интересные факты
В 1950-е годы корректором книг Корин Тельядо некоторое время был Гильермо Кабрера Инфанте. Позже он назвал Тельядо «невинным порнографом» и признался, что чтение её романов в немалой степени повлияло на его решение стать писателем; эссе о книгах Тельядо вошло в сборник Кабреры Инфанте «О» (1975).
Книга известного испанского литературного критика и социолога Андреса Амороса «Социология розового романа» (1968) основана на анализе 10 наиболее популярных произведений Тельядо. Её книги как символ массового романтизма и своеобразный знак эпохи упоминаются у Маркеса, Варгаса Льосы, Мануэля Пуига.